# Братислав Ташковски
Братислав Ташковски (на македонска литературна норма: Братислав Ташковски) е писател от Северна Македония.

## Биография
Роден е в Скопие в 1960 година. Автор е на няколко книги. Член е на дружеството Независими писатели на Македония. Ташковски е носител на наградите „Студентски збор“ и „Млад борец“.

## Творчество
- Прсти во облаците (КММ, 1987)
- Бикови во мојот крвоток (Наша книга, 1989)
- Опасна хартија (Македонска книга, 1991)
- Ангелот и жедната муза (Македонска книга, 1994)
- Демоника (Матица македонска, 1997)